# Station Chilworth
Chilworth is een spoorwegstation van National Rail in Chilworth, Guildford in Engeland. Het station is eigendom van Network Rail en wordt beheerd door Great Western Railway. Het station is geopend in 1849.